# 民族事務人民委員部
苏俄民族事务人民委员部（俄语：Народный комиссариат по делам национальностей РСФСР）是苏俄时期和苏联早期，即1917年至1924年间运作的组织，主要负责处理非俄罗斯族裔事务。斯大林担任主席。
东方劳动者共产主义大学为民族事务人民委员部下属学校。其他下属机构还包括白俄罗斯民族委员会、穆斯林事务中央委员会、犹太民族事务中央委员会、德意志人事务伏尔加委员会